# Jacques Leguerney
 (août 2021).
Si vous disposez d'ouvrages ou d'articles de référence ou si vous connaissez des sites web de qualité traitant du thème abordé ici, merci de compléter l'article en donnant les références utiles à sa vérifiabilité et en les liant à la section « Notes et références ».
Jacques Leguerney (né le 19 novembre 1906 au Havre, mort le 10 septembre 1997 à Boulogne-Billancourt), est un compositeur français.
Refusant d'appartenir à une école, Jacques Leguerney s'inscrit néanmoins dans le courant des compositeurs de mélodies françaises. Ses compositions mélodiques puisent souvent dans des textes anciens tirés des poèmes de la Pléiade et tout particulièrement Ronsard (8 recueils) et des poètes contemporains peu connus.

## Biographie
Jacques Leguerney est largement un autodidacte même s'il étudia sur une courte période avec Nadia Boulanger. Il est influencé par ses prédécesseurs comme Albert Roussel, Gabriel Fauré, Charles Gounod et Francis Poulenc, qui est un ami proche tout au long de sa vie.
Il a été l'élève et l'ami de Thérèse Cahen. Dans une lettre qu'elle lui écrit d'Auschwitz, elle lui confie son piano au cas où elle ne reviendrait pas. Il gardera ce piano toute sa vie.
Ses compositions ont été valorisées par des grands chanteurs comme Pierre Bernac, Germaine Lubin, Suzanne Peignot, Paul Derenne, Bernard Lefort, Gérard Souzay et sa sœur, la soprane Geneviève Touraine. Les pianistes sont Jacqueline Bonneau, Germaine Tailleferre, Geneviève Joy, Dalton Baldwin et Thérèse Cahen.
Au-delà de ses compositions mélodiques, il écrit aussi de la musique de chambre et de la musique orchestrale dont le ballet Endymion, suivi par le ballet La Vénus noire, qui est une commande de l'Opéra de Paris.
Jacques Leguerney arrête de composer après que l'Opéra de Paris échoue à représenter cette dernière composition qu'il considère comme son chef-d'œuvre.

## Liste de ses œuvres
L'œuvre mélodique de Jacques Leguerney s'étend sur 83 pièces mais s'établit sur d'autres genres: fantaisie pour piano, quatuor, ballets, et même un psaume.
- 1928 "D'une fontaine" Philippe Desportes, dans les "Poèmes de la Pléiade, 8e Recueil, " Éditions Max Eschig, 1988.
- 1928 "Le Tombeau de Ronsard" Pierre de Ronsard,dans les "Poèmes de la Pléiade, 8e Recueil, " Éditions Max Eschig, 1988.
- 1928 "Sur la mort de Diane" Philippe Desportes, dans les "Poèmes de la Pléiade, 8e Recueil, " Éditions Max Eschig, 1988.
- 1929 "Avril" Rémy Belleau, dans les "Poèmes de la Pléiade, 8e Recueil, " Éditions Max Eschig, 1988.
- 1930 "Nuit d'été" Albert Samain, dans les "Quatre Mélodies, " Éditions Max Eschig, 1988.
- 1942 "Ma douce jouvence est passée" Pierre de Ronsard," dans les "Poèmes de la Pléiade, 2e Recueil, " Éditions Salabert, 1950 et 1989.
- 1942 "Nous ne tenons" Pierre de Ronsard, dans les "Poèmes de la Pléiade, 7e Recueil, " Éditions Max Eschig, 1989.
- 1943 "Au sommeil" Philippe Desportes, dans les "Poèmes de la Pléiade, 1er Recueil, " Éditions Salabert, 1950 et 1989.
- 1943 "Genièvres hérissés" Pierre de Ronsard, dans les "Poèmes de la Pléiade, 1er Recueil, " Éditions Salabert, 1950 et 1989.
- 1943 "Je me lamente" Pierre de Ronsard, dans les "Poèmes de la Pléiade, 1er Recueil, " Éditions Salabert, 1950 et 1989.
- 1943 "Je vous envoie" Pierre de Ronsard, dans les "Poèmes de la Pléiade, 1er Recueil, " Éditions Salabert, 1950 et 1989.
- 1943-1947 Poèmes de la Pléiade, cycle de mélodies tirées de textes de Pierre de Ronsard (1524-1585)
- 1945 "Fantaisie pour piano"
- 1947 "Endymion" ballets pour l'opéra
- 1948 "Quatuor à cordes" en ré mineur
- 1951 "La Solitude", quatre mélodies tirées de textes de Théophile de Viau (1590-1626)
- 1952 "Le Carnaval", trois mélodies tirées de textes de Marc-Antoine Girard de Saint-Amant (1594-1661)
- 1954 "Psaume LXII" de David (Bible)
- 1963 "La Vénus noire" (jamais représentée)